# Onufrij Veliki
Sveti Onufrij Veliki, (grško:Ονούφριος) krščanski puščavnik in asket, * ?, † 12. junij 400 Egipt, velja za edinega puščavskega meniha, ki mu na Zahodu priznavajo posebno češčenje. 
Onufrij, sin nekega egiptovskega plemenskega velikaša, je šestdeset let živel popolnoma sam v puščavi in se pri tem držal stroge askeze. Ko je začutil, da bo umrl, je bil ob njemu asket Pafnucij, ki je pozneje tudi napisal njegov življenjepis (Vita).

## Češčenje/običaji
V koptski cerkvi je Onufrijevo češčenje izkazano že v 7. stoletju. S križarji je prišlo na Zahod, kjer so Onufrija zelo častili. 
Škofiji München in Braunschweig hranita njegove relikvije.

## Upodobitve svetnika
Onufrij velja za enega najpomembnejših asketov in se pojavlja povsod, kjer so upodobljeni puščavski očetje. Uprizarjajo ga z dolgimi lasmi, oblečenega v krzno ali listje, tudi po vsem telesu poraščenega z lasmi. Kot atribute ima pri sebi hostijo, kelih s hostijo, molek, palico, krono, žezlo in križ.

## Cerkve
Na slovenskem je bila Onufiju Velikemu posvečena cerkev nekdanjega benediktinskega samostana na Krogu nad Drnico, delujočega do 1957.